# Panama City Beach Pirates
El Panama City Beach Pirates fue un equipo de fútbol de los Estados Unidos que jugó en la USL Premier Development League, la cuarta liga de fútbol más importante del país.

## Historia
Fue fundado en agosto del año 2007 en la ciudad de Panama City Beach, Florida con el nombre Panama City Pirates como uno de los equipos de expansión para la temporada 2008 luego de que había apoyo local para que hubiera un club en la ciudad. Su primera victoria llegó en junio del 2008 ante el Nashville Metros con marcador de 3-2, pero el club desapareció antes de iniciar la temporada 2010 por problemas financieros.

### Refundación
En noviembre del 2011 el club fue refundado con su nombre actual gracias a sus nuevos propietarios Eehab Kenawy, Jill Holt y Amy Dalton para poder jugar en la temporada 2012 de la USL Premier Development League, terminando esa temporada en 6º lugar entre 8 equipos. El equipo jugó hasta el final de la temporada 2014 luego de que los dirigentes del club decidieran cerrar el programa otra vez.

## Estadios
- Mike Gavlak Stadium; Panama City Beach, Florida (2008-2009, 2012-)
- Pete Edwards Field; Panama City Beach, Florida (2012-, para entrenamientos)

## Entrenadores
- Bill Elliott (2008-2009)
- Greg DeVito (2012-)